# Усьва (рабочий посёлок)
Усьва — посёлок городского типа в Пермском крае России. Входит в Губахинский муниципальный округ. Железнодорожная станция на линии Соликамск-Чусовская.

## История
Статус посёлка городского типа (рабочего посёлка) — с 25 февраля 1929 года.
С 2004 до 2018 гг. был административным центром Усьвенского сельского поселения Гремячинского муниципального района, с 2018 до 2022 гг. входил в Гремячинский городской округ.

## Население
| 1959 | 1970  | 1979  | 1989  | 2002 | 2006 | 2007 | 2009 | 2010 |
| ---- | ----- | ----- | ----- | ---- | ---- | ---- | ---- | ---- |
| 4995 | ↘3010 | ↘2091 | ↘1353 | ↘758 | ↘600 | →600 | ↗601 | ↘535 |
| 2011 | 2012  | 2013  | 2014  | 2015 | 2016 | 2017 | 2018 | 2019 |
| ↗570 | ↘482  | ↘462  | ↘428  | ↘410 | ↗417 | ↘388 | ↘373 | ↘359 |
| 2020 | 2021  | 2023  |       |      |      |      |      |      |
| ↘344 | ↘304  | ↘286  |       |      |      |      |      |      |